# Elezioni legislative nei Paesi Bassi del 2002
Le elezioni legislative nei Paesi Bassi del 2002 si tennero il 15 maggio per il rinnovo della Tweede Kamer. In seguito all'esito elettorale, Jan Peter Balkenende, espressione di Appello Cristiano Democratico, divenne Ministro-presidente.
Tali elezioni si sono tenute nove giorni dopo l'assassinio del candidato Pim Fortuyn, la cui lista omonima ottenne il 17,00% delle preferenze ed elesse 26 deputati, piazzandosi al secondo posto dietro al primo ministro uscente Balkenende.

## Risultati
| Liste                                           | Voti      | %     | Seggi |
| ----------------------------------------------- | --------- | ----- | ----- |
| Appello Cristiano Democratico                   | 2 632 723 | 27,71 | 43    |
| Lista Pim Fortuyn                               | 1 614 801 | 17,00 | 26    |
| Partito Popolare per la Libertà e la Democrazia | 1 466 722 | 15,44 | 24    |
| Partito del Lavoro                              | 1 436 023 | 15,11 | 23    |
| Sinistra Verde                                  | 660 692   | 6,95  | 10    |
| Partito Socialista                              | 560 447   | 5,90  | 9     |
| Democratici 66                                  | 484 317   | 5,10  | 7     |
| Unione Cristiana                                | 240 953   | 2,54  | 4     |
| Partito Politico Riformato                      | 163 562   | 1,72  | 2     |
| Paesi Bassi Vivibili                            | 153 055   | 1,61  | 2     |
| Partito Unito degli Anziani                     | 39 005    | 0,41  | –     |
| Partito Indiano Libero - Unione degli Anziani   | 10 033    | 0,11  | –     |
| Paesi Bassi Durevoli                            | 9 058     | 0,10  | –     |
| Partito del Futuro                              | 6 393     | 0,07  | –     |
| Nuovo Partito di Mezzo                          | 2 305     | 0,02  | –     |
| Partito Popolare Repubblicano                   | 63        | 0,00  | –     |
| Totale                                          | 9 501 152 | 100   | 150   |